# Adam Humer
Adam Humer, właściwie Adam Teofil Umer (ur. 27 kwietnia 1917 w Camden, zm. 12 listopada 2001 w Warszawie) – funkcjonariusz Ministerstwa Bezpieczeństwa Publicznego PRL, oficer śledczy w stopniu pułkownika, zbrodniarz komunistyczny.

## Życiorys
Urodził się jako syn Otylii i Wincentego, aktywisty komunistycznego, zabitego przez polskie podziemie niepodległościowe 31 maja 1946 r. w Kmiczynie, w okresie referendum. Brat działaczek Polskiej Partii Robotniczej Wandy i Henryki Umer i funkcjonariusza UB, a następnie oficera Informacji Wojskowej, Edwarda Umera. Stryj piosenkarki Magdy Umer. Urodził się w Stanach Zjednoczonych, w czasie gdy jego rodzina przebywała tam w celach zarobkowych. W 1921 wraz z rodziną zamieszkał we wsi Rudka niedaleko Tomaszowa Lubelskiego, a po ukończeniu szkoły powszechnej w Łaszczowie w samym Tomaszowie, gdzie w 1936 ukończył gimnazjum.
Podczas nauki gimnazjalnej należał do ZHP, w czasie studiów należał do organizacji studenckiej „Funk” oraz Związku Akademickiej Młodzieży Socjalistycznej. Członek Komunistycznego Związku Młodzieży Zachodniej Ukrainy, Komsomołu, PPR i PZPR. Po ataku III Rzeszy na Polskę przebywał w Tomaszowie Lubelskim. Po agresji ZSRR na Polskę i okupacji miasta przez Armię Czerwoną wraz z innymi członkami KZMZU zorganizował Powiatowy Komitet Rewolucyjny i został jego wiceprzewodniczącym (przewodniczącym komitetu był Aleksander Żebruń). Po wycofaniu się Armii Czerwonej za nową linię demarkacyjną ustaloną w niemiecko-sowieckim traktacie o granicach i przyjaźni z 28 września 1939, 17 października 1939 ewakuowany na teren okupacji sowieckiej do Lwowa. Wstąpił na kurs prawa na Uniwersytecie Lwowskim, gdzie m.in. został „brygadierem grupy propagandowej”. W marcu 1941 został członkiem Komsomołu we Lwowie. Po ataku Niemiec na ZSRR i okupacji Lwowa przez Wehrmacht powrócił do Tomaszowa Lubelskiego, gdzie ukrywał się. Z chwilą wkroczenia Armii Czerwonej w lipcu 1944 brał udział w organizowaniu terenowych rad narodowych w tamtejszym powiecie z ramienia PKWN. W okresie 13.08–08.09.1944 kierownik Wydziału Propagandy i Informacji w Powiatowej Radzie Narodowej w Tomaszowie Lubelskim.
W Resorcie Bezpieczeństwa Publicznego od 12 września 1944. Po nieudanym zamachu na Aleksandra Żebrunia, szefa UB w Tomaszowie Lubelskim w listopadzie 1944, Adam i Edward Umerowie, jako najbliżsi współpracownicy Żebrunia, szczególnie zagrożeni atakami z wyroku Polskiego Państwa Podziemnego, zostali przeniesieni do Lublina (Adam został tam kierownikiem Sekcji Śledczej WUBP), a niedługo potem do Warszawy. Adam trafił do Ministerstwa Bezpieczeństwa Publicznego, a Edward do Informacji Wojskowej.
Od 15 lutego 1945 kierownik Sekcji VIII Wydziału I, od 31 sierpnia 1945 zastępca kierownika Wydziału VII Departamentu I MBP, od 16 września 1945 zastępca kierownika Wydziału IV Samodzielnego MBP, od 1 lipca 1947 wicedyrektor, jednocześnie naczelnik Wydziału II Departamentu Śledczego MBP, od 1 września 1951 wicedyrektor Departamentu Śledczego MBP. Uczestniczył czynnie w zwalczaniu podziemia niepodległościowego.
Zwolniony ze stanowiska 31 grudnia 1954, ze służby 31 marca 1955 za niedozwolone metody w śledztwie. Następnie został przeniesiony do Ministerstwa Rolnictwa, w którym pracował na stanowisku starszego radcy w Gabinecie Ministra. Mimo że formalnie był poza resortem, faktycznie doradzał jednak organom SB jako specjalista od zwalczania ruchu narodowego.
Tymczasowo aresztowany w 1992 r. Na procesie zeznawały ofiary Humera – m.in. Juliusz Bogdan Deczkowski (AK) i Maria Hattowska (WiN), Stanisław Skalski. Według ich zeznań wobec kobiet Humer stosował m.in. bicie nahajką zakończoną stalową kulką oraz drutem kolczastym w piersi i krocze. Udowodniono mu udział w wielu przesłuchaniach, upokarzanie, głodzenie i torturowanie więźniów politycznych. W 1994 r. skazany został na dziewięć lat więzienia, w drugiej instancji w 1996 zmniejszono wyrok do siedmiu i pół roku. Zmarł podczas przerwy w wykonywaniu kary.
Humer był także oskarżany o skrytobójcze zamordowanie dziennikarza Tadeusza Łabędzkiego. Prowadził również śledztwo w sprawie Adama Doboszyńskiego, skazanego na śmierć w 1949 r.
W 1994 r. powstał film dokumentalny pt. Humer i inni w reżyserii Aliny Czerniakowskiej, dotyczący procesu Adama Humera. Do postaci Humera nawiązuje piosenka Adam ma dobry Humer zespołu Kury z płyty P.O.L.O.V.I.R.U.S.